# Meteoriopsis auronitens
Meteoriopsis auronitens är en bladmossart som beskrevs av Brotherus 1906. Meteoriopsis auronitens ingår i släktet Meteoriopsis och familjen Meteoriaceae. Inga underarter finns listade i Catalogue of Life.